# Валдеево (деревня)
Валдеево — деревня в Коношском районе Архангельской области. Входит в состав Коношского городского поселения.

## География
Находится в юго-западной части Архангельской области на расстоянии приблизительно 17 км на восток-северо-восток по прямой от административного центра района поселка Коноша у одноимённой железнодорожной станции.

## История
Станция была открыта в 1937 году.

## Население
| 2010 |
| ---- |
| 8    |

Численность населения: 19 человек (русские 95 %) в 2002 году, 8 в 2010.